# Projecte Brainstorm
Projecte Brainstorm (títol original: Brainstorm) és una pel·lícula estatunidenca dirigida per Douglas Trumbull i estrenada l'any 1983. Ha estat doblada al català.

## Argument
Dos brillants científics, Lillian Reynolds i « Mike » Brace, aconsegueixen, després d'anys d'investigació, posar a punt una mena de magnetoscopi que permet gravar totes les emocions i les sensacions (els 5 sentits) sentides per un ésser humà. De la mateixa manera, la banda gravada permet a una tercera persona de reviure aquestes mateixes sensacions i fins i tot més enllà del que els savis han imaginat: els records enterrats al més profund de les neurones del cervell humà. Com tota invenció, té un potencial perillós i és el que interessa molt ràpidament l'exèrcit amb consternació de la purista i integra sàvia que és Lilian. Mike, separat de la seva esposa Karen que treballa al servei de disseny del mateix centre d'investigacions, viu una relació enamorada amb Lilian, tots dos portats pel fervor de la seva invenció. Un vespre que Lilian, investigadora incansable, treballa sola i tard en el seu laboratori, és de sobte víctima d'una crisi cardíaca. Afectada pel dolor, no arriba a marcar el número de telèfon de Mike, però, en sàvia fúria, 
té el reflex de desencadenar l'enregistrament de la seva mort. Totes les captacions, i a priori, l'última de Lilian, són espiades pels militars amb la complicitat del director del centre Alex Terson per un horrible projecte de rentat de cervell anomenat « Brainstorm ». Mike, que vol visionar la cinta-testament de Lilian, xoca amb el rebuig de Alex que el despatxa. Amb l'ajuda de Karen, munta un estratagema per visionar a distància el preciós enregistrament espatllant els sistemes de seguretat del centre d'investigacions…

## Repartiment
- Christopher Walken: « Mike », el metge Michael Anthony Brace
- Natalie Wood: Karen Brace
- Louise Fletcher: la metgessa Lillian Reynolds
- Cliff Robertson: Alex Terson
- Jordan Christopher: Gordy Forbes
- Donald Hotton: Landan Marks
- Alan Fudge: Robert Jenkins
- Joe Dorsey: Hal Abramson

## Premis i nominacions

### Premis
- Acadèmia de cinema de ciència-ficció, fantàstica i terror 1984 :
  - Premi Saturn a la millor actriu a Louise Fletcher.
  - Premi Saturn a la millor música a James Horner.

### Nominacions
- Acadèmia de cinema de ciència-ficció, fantàstica i terror 1984: 
  - Premi Saturn a la millor pel·lícula de ciència-ficció.
  - Natalie Wood nominada pel premi Saturn a la millor actriu secundària.
  - Douglas Trumbull nominat pel premi Award al millor director.
  - Premi Saturn dels efectes especials.
- Festival internacional de cinema fantàstic d'Avoriaz 1984: Douglas Trumbull nominat pel Gran premi.
- Premi Hugo 1984: Douglas Trumbull (director), Philip Frank Messina i Robert Stitzel (guionistes), i Bruce Joel Rubin (història), nominats pel premi a la millor concepció dramàtica.

## Producció

### Rodatge
- Començament de les preses de vista: fi setembre 1981 (sis setmanes de rodatge en exteriors).[3]
- Exteriors en Carolina del Nord: Outer Banks, Raleigh, Durham, Pinehurst, Research Triangle Park, Kill Devil Hills.[4]
- Douglas Trumbull volia rodar la pel·lícula amb el procediment showscan que havia posat a punt, utilitzant 60 imatges per segon, però no es va realitzar vist el cost massa elevat.[3]

## Al voltant de la pel·lícula
- La pel·lícula de ciència-ficció Strange Days de Kathryn Bigelow reprèn la trama de la pel·lícula.